# Арват, Нинель Николаевна
Нине́ль Никола́евна Арва́т (укр. Нінель Миколаївна Арват; род. 30 сентября 1928 года, Саратов) — советский и украинский языковед. Доктор филологических наук (1978). Профессор (1980).

## Биография
Окончила Одесский университет (1952) и аспирантуру (1952—1955). Работала в Черновицком университете: преподаватель (1956—1960), доцент (1960—1976); Нежинском педагогическом институте (ныне университет): доцент (1976—1979), с 1979 года — заведующий кафедрой русского языка.

## Семья
Супруг — Фёдор Степанович Арват (1928—1999), советский и украинский языковед.

## Научная деятельность
Автор исследований по проблемам синтаксиса, особенностей организации и выражения семантической структуры предложения в русском языке, сравнительного изучения русского и украинского языков.
Соавтор учебников русского языка для средних школ с молдавским языком обучения, переиздававшихся семь раз (1973—1988).

### Работы
- Древнерусский язык. — К. 1977 (співавтор).
- Про асиметрію простого речення // «Мовознавство». — 1978. — № 2.
- До питання про семантичну типологію простого речення // Мовознавство. — 1979. — № 2.
- Сопоставительное изучение русского и украинского языков в средней школе. — К., 1989 (співавтор).
- Эстетическая функция ритма в прозе Гоголя («Майская ночь…») // Микола Гоголь і світова культура. — Київ — Ніжин, 1994.
- Ритм в системе гоголевского повествования («Старосветские помещики») // Проблеми аналізу тексту в сучасній науці. — Івано-Франківськ, 1996.
- Бытовая картина мира в поэме Н.Гоголя «Мертвые души», с. 13-19.